# Charles Baumann
Pour les articles homonymes, voir Baumann.
Charles Baumann ou Charles Bauman (20 janvier 1874 - 18 juillet 1931) est un producteur de cinéma américain. De 1912 à 1914, il est le premier président du studio de cinéma Universal Manufacturing Company.